# 翼城县
翼城县位于山西省南部，临汾市东南部。縣人民政府駐唐興鎮紅旗街75號。
夏商时期为唐国，西周初唐叔虞的始封地，也就是后来晋国的都城翼，西汉属绛县。

## 行政区划
翼城县下辖6个镇、4个乡：
唐兴镇、南梁镇、里砦镇、隆化镇、桥上镇、西阎镇、中卫乡、南唐乡、王庄乡和浇底乡。

## 人口
根據全國第七次人口普查數據顯示，截至2020年11月1日零時，翼城縣常住人口264181人。
截至2021年末，翼城縣常住人口259623人，其中城鎮常住人口113547人，城鎮化率為43.74%。